# Хо Юаньцзя
Хо Юаньцзя́ (кит. трад. 霍元甲, пиньинь Huò Yuánjiǎ, кант. Fok Yuen Gap; 18 января 1868, Цзинхай,Тяньцзиньская управа, Чжили, империя Цин — 9 августа 1910, Шанхай, Сунцзянская управа, империя Цин) — мастер ушу, символически значимый в истории борьбы с интервенцией и иностранной колонизацией Китая.
Прозвание имел Цзюньцин, также его называли «Желтолицый тигр». Предки его были из уезда Дунгуан провинции Хэбэй, впоследствии семья перебралась в уезд Цзинхай (ныне это место находится на территории Тяньцзиня). Родился в семье мастеров ушу. Его отец был профессиональным охранником. Так как в детстве Хо Юаньцзя был слабым и болезненным, то отец решил, что в боевом искусстве ему успехов не достичь, и заставил изучать гражданские науки. Хо Юаньцзя наблюдал за тем, как отец обучал его братьев, а потом самостоятельно тренировался в лесу. Когда отец обнаружил это, то обрадовался твердости его характера и взял в ученики.
Хо Юаньцзя обучался свыше десяти лет и постиг суть мицзунцюань (есть разные версии происхождения названия стиля, поэтому точно перевести его на русский язык не представляется возможным). В 1890 году Хо Эньди был приглашен Хэнаньским «обществом кулаков и рук», Хо Юаньцзя принял участие в бывших там поединках, и стал известен благодаря своим победам. В 1895 году Хо Юаньцзя, будучи в Тяньцзине, коромыслом отбился от более чем десятка вооружённых бандитов, и с тех пор стал жить в Тяньцзине, получил прозвище «Хо-Силач».
В 1901 году некий русский силач приехал в Тяньцзинь с показательными выступлениями, оскорблял китайцев; Хо Юаньцзя вынудил его извиниться. Весной 1909 года американец О’Брайен приехал с показательными выступлениями в Шанхай, и заявлял, что он побил всех в мире, осталось побить китайцев. Хо Юаньцзя был приглашён в Шанхай вместе со своим учеником Лю Чжэньшэном. Услышав о репутации Хо, О’Брайен предпочёл сбежать. Чтобы наилучшим образом использовать визит Хо Юаньцзя, представители шанхайских кругов ушу Чэнь Цимэй и Чэнь Гунчжи организовали Атлетическое училище «Цзинъу», а Хо Юаньцзя и Лю Чжэньшэн были приглашены преподавать там, преподавали комплекс тренировочных упражнений ушу «12 дорожек таньтуй». Несколько месяцев спустя в возрасте 42 лет Хо Юаньцзя скончался от отравления мышьяком. В 1989 году могилы Хо и его жены были раскопаны, а их останки перенесены в другое место. На тазовых костях Хо были обнаружены черные пятна. Полицейская лаборатория муниципалитета Тяньцзиня подтвердила, что в них содержался мышьяк. Однако трудно установить, была ли смерть Хо вызвана злонамеренным отравлением или назначением лекарств. Это произошло потому, что триоксид мышьяка использовался терапевтически в течение примерно 2400 лет как часть традиционной китайской медицины.
Чэнь Гунчжи и Яо Чаньбо на базе Атлетического училища «Цзинъу» создали Ассоциацию «Цзинъу» — первую в китайской истории организацию, начавшую открыто преподавать боевые искусства для всех желающих.

## Образ Хо Юаньцзя в кино
- В 1972 году в свет вышел фильм под названием «Кулак ярости». Исполнитель главной роли — Брюс Ли играет Чэнь Чжэна, который возвращается в Шанхай на похороны своего учителя, знаменитого мастера Хо Юаньцзя, отравленного по приказу японцев.
- В 2006 году о жизни Хо Юаньцзя был снят художественный фильм «Бесстрашный» (режиссёр Ронни Ю, в главной роли Джет Ли).
- В 2007 году о жизни Хо Юаньцзя был снят сериал «Непобедимый» (霍元甲, Huo Yuan Jia, режиссёр Кук Кок Люн, в главной роли Экин Чэн[англ.]).
- В 2019 год у в интернет вышел фильм «Мастер кунг-фу Хо Юаньцзя».[источник не указан 238 дней]
- В 2019 году вышел биографический интернет-сериал с Винсентом Чжао по мотивам фильма «Бесстрашный» под тем же названием «Бесстрашный». Сериал состоит из 50 серий.[источник не указан 238 дней]
- В 2020 году вышел фильм «Бесстрашный король кунг-фу».[источник не указан 238 дней]